# Hans Tuppy
Hans Tuppy (Viena, 22 de julho de 1924) é um bioquímico austríaco.
Recebeu em 1978 a Medalha Wilhelm Exner.